# 中国特色社会主义经济建设协同创新中心
中国特色社会主义经济建设协同创新中心是根据2011计划，由南开大学、南京大学、中国人民大学、中国社会科学院经济学部与国家统计局统计科学研究所等协同单位合作建立的非法人实体科研机构，中心主任由南开大学逄锦聚教授担任。